# Miss USA 2010
Miss USA 2010 fue la 59.ª edición de Miss USA. Se realizó en el Theatre for the Performing Arts en Planet Hollywood Resort and Casino en Las Vegas el 16 de mayo de 2010. La ganadora representó a Estados Unidos en el certamen de Miss Universo 2010 que se realizó en Las Vegas, Nevada, sin haber entrado al top 15. Miss USA 2009, Kristen Dalton de Carolina del Norte, coronó a su sucesora Rima Fakih de Míchigan ganadora de la competencia al final del evento. Los 50 estados y el Distrito de Columbia compitieron por el título que fue transmitido en vivo para la costa este en NBC.

## Posiciones
| Resultados        | Delegada |
| ----------------- | --- |
| Miss USA 2010     | - Míchigan - Rima Fakih |
| Primera finalista | - Oklahoma - Morgan Woolard |
| Segunda finalista | - Virginia- Samantha Casey |
| Tercera finalista | - Colorado- Jessica Hartman |
| Cuarta finalista  | - Maine- Katie Whittier |
| Top 10            | - Alabama - Audrey Moore - California - Nicole Johnson - Misisipi - Breanne Ponder - Misuri - Ashley Strohmier - Tennessee - Tucker Perry       |
| Top 15            | - Arkansas - Adrielle Churchill - Kansas - Dethany Gerber - Nebraska - Belinda Wright - Pensilvania - Gina Cerilli - Wyoming - Claire Schreiner |

### Puntuaciones finales
| \| Estado \| Traje de baño \| Traje de noche \| \| ------------ \| ------------- \| -------------- \| \| Michigan \| 8.325 (9) \| 8.845 (4) \| \| Oklahoma \| 9.098 (3) \| 9.188 (2) \| \| Virginia \| 8.733 (5) \| 8.675 (5) \| \| Colorado \| 9.183 (2) \| 9.313 (1) \| \| Maine \| 9.242 (1) \| 8.868 (3) \| \| Tennessee \| 8.965 (4) \| 8.650 (6) \| \| Alabama \| 8.457 (7) \| 8.567 (7) \| \| Mississippi \| 8.312 (10) \| 8.475 (8) \| \| California \| 8.545 (6) \| 8.317 (9) \| \| Missouri \| 8.440 (8) \| 8.248 (10) \| \| Wyoming \| 8.273 (11) \| \| \| Pennsylvania \| 8.160 (12) \| \| \| Kansas \| 8.158 (13) \| \| \| Nebraska \| 8.093 (14) \| \| \| Arkansas \| 7.750 (15) \| \| | Ganadora Primera finalista Segunda finalista Tercera finalista Cuarta finalista Top 10 Top 15 (#) Ranking en cada ronda |                |
| Estado | Traje de baño | Traje de noche |
| Michigan | 8.325 (9) | 8.845 (4)      |
| Oklahoma | 9.098 (3) | 9.188 (2)      |
| Virginia | 8.733 (5) | 8.675 (5)      |
| Colorado | 9.183 (2) | 9.313 (1)      |
| Maine | 9.242 (1) | 8.868 (3)      |
| Tennessee | 8.965 (4) | 8.650 (6)      |
| Alabama | 8.457 (7) | 8.567 (7)      |
| Mississippi | 8.312 (10) | 8.475 (8)      |
| California | 8.545 (6) | 8.317 (9)      |
| Missouri | 8.440 (8) | 8.248 (10)     |
| Wyoming | 8.273 (11) |                |
| Pennsylvania | 8.160 (12) |                |
| Kansas | 8.158 (13) |                |
| Nebraska | 8.093 (14) |                |
| Arkansas | 7.750 (15) |                |

## Premios especiales
- Miss Simpatía: Nebraska - Belinda Wright
- Miss Fotogenica: Alabama - Audrey Moore

## Delegadas
Al 1 de marzo de 2010, todas las delegadas a Miss USA 2010 fueron elegidas y son:
| Estado               | Nombre             | Ciudad              | Edad1 | Altura | Clasificación | Premios | Notas |
| -------------------- | ------------------ | ------------------- | ----- | ------ | ------------- | ------- | --- |
| Alabama              | Audrey Moore       | Birmingham          | 20    | 5'10"  | Top 10        |         | |
| Alaska               | Sarah Temple       | Eagle River         | 21    | 6'0"   |               |         | |
| Arizona              | Brittany Bell      | Phoenix             | 22    | 5'8"   |               |         | Luego Miss Guam Universo 2014 |
| Arkansas             | Adrielle Churchill | Dover               | 24    | 5'9"   | Top 15        |         | Anteriormente Miss National Sweetheart 2005 |
| California           | Nicole Johnson     | Westlake Village    | 24    | 5'6"   | Top 10        |         | |
| Colorado             | Jessica Hartman    | Pueblo              | 18    | 5'10"  | 3ra Finalista |         | Coronada como Miss Intercontinetal 2011 en Orihuela España. |
| Connecticut          | Ashley Bickford    | Torrington          | 24    | 5'8"   |               |         | Ganadora de triple corona: Anteriormente Miss Connecticut Teen USA 2002 y Top 10 en Miss Teen USA 2002. Anteriormente Miss Rhode Island 2007 y ganadora en las preliminares de traje de baño y Miss Fotogénica en Miss América 2008. |
| Delaware             | Julie Citro        | Wilmington          | 26    | 5'8"   |               |         | |
| Distrito de Columbia | MacKenzie Green    | Washington D. C.    | 20    | 5'11"  |               |         | |
| Florida              | Megan Clementi     | Orlando             | 25    | 5'6"   |               |         | |
| Georgia              | Cassady Lance      | Savannah            | 24    | 5'8"   |               |         | Anteriormente Miss Georgia Teen USA 2003 |
| Hawái                | Renee Nobriga      | Pupukea             | 25    | 5'10"  |               |         | |
| Idaho                | Jessca Hellwinkel  | Boise               | 19    | 5'8"   |               |         | |
| Illinois             | Ashley Bradarich   | Homer Glen          | 23    | 5'8"   |               |         | |
| Indiana              | Allison Biehle     | North Vernon        | 21    | 5'6"   |               |         | |
| Iowa                 | Katherine Connors  | Bettendorf          | 20    | 5'8"   |               |         | |
| Kansas               | Bethany Gerber     | Condado de Cowley   | 20    | 5'9"   | Top 15        |         | |
| Kentucky             | Kindra Clark       | Mount Washington    | 19    | 5'6"   |               |         | |
| Luisiana             | Sara Brooks        | Lafayette           | 21    | 5'8"   |               |         | |
| Maine                | Katie Whittier     | Nuevo Gloucester    | 26    | 6'2"   | 4ta Finalista |         | |
| Maryland             | Simone Feldman     | North Potomac       | 23    | 5'9"   |               |         | |
| Massachusetts        | Lacey Wilson       | Boston              | 25    | 5'10"  |               |         | Anteriormente Miss Illinois Teen USA 2002 |
| Míchigan             | Rima Fakih         | Dearborn            | 23    | 5'8"   | Ganadora      |         | |
| Minnesota            | Courtney Basara    | Duluth              | 19    | 5'9"   |               |         | |
| Misisipi             | Breanne Ponder     | Hattiesburg         | 20    | 5'7"   | Top 10        |         | |
| Misuri               | Ashley Strohmier   | Jefferson City      | 20    | 5'8"   | Top 10        |         | |
| Montana              | Annie Anseth       | Billings            | 19    | 5'5"   |               |         | |
| Nebraska             | Belinda Wright     | Scotia              | 21    | 5'4"   | Top 15        |         | |
| Nevada               | Julianna Erdesz    | Reno                | 25    | 5'8"   |               |         | Anteriormente Miss Nevada 2008 |
| Nuevo Hampshire      | Nicole Houde       | Mánchester          | 23    | 5'11"  |               |         | |
| Nueva Jersey         | Chenoa Greene      | Atco                | 24    | 5'11"  |               |         | |
| Nuevo México         | Rosanne Aguilar    | Sunland Park        | 23    | 5'8"   |               |         | Hermana de Raelene Aguilar, Miss New Mexico USA 2008 & Miss New Mexico Teen USA 2000. |
| Nueva York           | Davina Reeves      | Manhattan           | 26    | 5'9"   |               |         | |
| Carolina del Norte   | Nadia Moffett      | High Point          | 24    | 5'7"   |               |         | |
| Dakota del Norte     | Taylor Kearns      | Fargo               | 20    | 5'7"   |               |         | Anteriormente Miss North Dakota Teen USA 2007 |
| Ohio                 | Amanda Tempel      | Cincinnati          | 19    | 5'10"  |               |         | |
| Oklahoma             | Morgan Woolard     | Stillwater          | 21    | 5'9"   | 1ra Finalista |         | Anteriormente Miss Oklahoma Teen USA 2006 y Top 15 en Miss Teen USA 2006. |
| Oregón               | Kate Paul          | Bend                | 24    | 5'8"   |               |         | |
| Pensilvania          | Gina Cerilli       | Greensburg          | 23    | 5'8"   | Top 15        |         | |
| Rhode Island         | Kristina Primavera | Narragansett        | 22    | 5'9"   |               |         | Anteriormente Miss Rhode Island Teen USA 2003 |
| Carolina del Sur     | Rachel Law         | Greenville          | 21    | 5'8"   |               |         | |
| Dakota del Sur       | Emily Miller       | Irene               | 21    | 5'8"   |               |         | |
| Tennessee            | Tucker Perry       | Franklin            | 20    | 5'9"   | Top 10        |         | |
| Texas                | Kelsey Moore       | El Paso             | 19    | 6'2"   |               |         | |
| Utah                 | Katya Feinstein    | Centerville         | 19    | 5'8"   |               |         | Anteriormente Miss Utah Teen USA 2008 |
| Vermont              | Nydelis Ortiz      | Essex Junction      | 20    | 5'6"   |               |         | |
| Virginia             | Samantha Casey     | Condado de Culpeper | 21    | 5'9"   | 2da Finalista |         | Anteriormente Miss Virginia Teen USA 2006 y tercera finalista en Miss Teen USA 2006 |
| Washington           | Tracy Turnure      | Seattle             | 23    | 6'3"   |               |         | Hermanas gemelas Tara Turnure, Miss Washington USA 2009. |
| Virginia Occidental  | Erica Goldsmith    | Mineral Wells       | 23    | 5'4"   |               |         | |
| Wisconsin            | Courtney Lopez     | Racine              | 19    | 5'7"   |               |         | Anteriormente Miss Wisconsin Teen USA 2008 |
| Wyoming              | Claire Schreiner   | Gillette            | 22    | 5'8"   | Top 15        |         | |